# Bik'at ha-Nadiv
Bik'at ha-Nadiv (hebrejsky: בקעת הנדיב) je údolí v severním Izraeli.
Nachází se v nadmořské výšce necelých 50 metrů v prostoru mezi městy Pardes Chana-Karkur Binjamina a Giv'at Ada. Jde o výběžek izraelské pobřežní planiny o rozloze zhruba 5 × 7 kilometrů. Od pobřežní nížiny je zčásti na severozápadní straně oddělen výběžkem pohoří Karmel, konkrétně výšinou Ramat ha-Nadiv. Na severovýchodní a východní straně údolí se zvedá pahorkatina Ramat Menaše. Centrální část údolí je zemědělsky využívaná a převážně rovinatá. Zdvíhají se tu jen izolované nevelké pahorky Tel Burga a Tel Duda'im. Údolím protékají, převážně ve východozápadním směru, některá vádí, především Nachal Taninim (a jeho přítok Nachal Snunit), Nachal Ada, Nachal Barkan a Nachal Mišmarot. Osídlení se soustřeďuje na okraje údolí, ať už do výše uvedených měst, nebo do vesnických zemědělských sídel jako Kfar Pines, Kfar Glikson, Mišmarot, Ejn Iron nebo Avi'el. Údolím procházejí lokální silnice číslo 652 a 653.